# .ms
.ms es el dominio de nivel superior geográfico (ccTLD) para Montserrat.